# BeIn Sports (Canada)
BeIn Sports est une chaîne de télévision sportive canadienne spécialisée de langue anglaise appartenant à Ethnic Channels Group, sous licence de Al Jazeera Media Network.

## Histoire
Le 18 décembre 2013, Ethnic Channels Group annonce qu'il engage un partenariat avec beIN Sports et Al Jazeera Media Network pour diffuser la chaîne au Canada. L'accord comprend la diffusion de deux chaînes, en langue anglaise et en langue espagnole. beIN Sports en espagnol est lancé en 2015.
Le 31 janvier 2014, beIN Sports Canada est officiellement lancé sur MTS. Le 6 mars 2014, beIN Sport HD devient disponible sur Rogers Cable et sur Bell Télé & Bell Fibe TV.
Le 19 décembre 2014, beIN Sports Canada obtient les droits pour diffuser la Ligue des champions de l'UEFA et de la Ligue Europa avec Bell Media et TSN à partir de 2015. Ces événements sont auparavant diffusés sur Sportsnet et Sportsnet World.

### Identité visuelle (logo)

Logo de beIN Sports du 31 janvier 2014 au 31 décembre 2016.
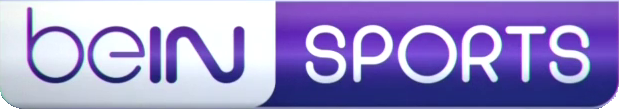
Logo de beIN Sports depuis le 1er janvier 2017.

## Programmes et compétitions

### Soccer
- France: Ligue 1
- Italie: Serie A, Coupe d'Italie
- Amérique du Sud: Copa Libertadores

### Courses automobiles
- Europe: Championnat d'Europe de rallycross

### Courses motocyclistes
- Compétitions internationales: Superbike World Championship, Championnats du monde de motocross

### Rugby
- Tournoi des Six Nations
- Aviva Premiership
- Premiership Rugby Sevens Series
- Guinness Pro 12
- Tournées d'automne

### Tennis
- ATP World Tour Uncovered
- WTA All Access

### Volleyball
- Italie: Serie A

### Basket-ball
- Canada: NBL Canada